# 巴巴多斯奥林匹克协会
巴巴多斯奥林匹克协会（英語：Barbados Olympic Association，IOC编码：BAR）是代表巴巴多斯的国家奥林匹克委员会。巴巴多斯奥林匹克协会成立于1955年，并于同年获得国际奥林匹克委员会的认可。该组织也是泛美体育组织的成员。

## 外部连结
- 官方网站 （英文）